# Ave-lira
As aves-lira são um pequeno grupo de passeriformes australianas terrestres que compõem o gênero Menura e a família Menuridae. São mais notáveis por sua impressionante capacidade de imitar sons naturais e artificiais de seu ambiente, e pela beleza impressionante da enorme cauda do macho quando é exibida no cortejo. Possuem plumagem de cor neutra e estão entre as aves mais conhecidas da Austrália. As vezes também são chamadas de pássaros-lira, e nas línguas aborígenes são chamadas de weringerong, woorail, e bulln-bulln.

## Taxonomia e sistemática

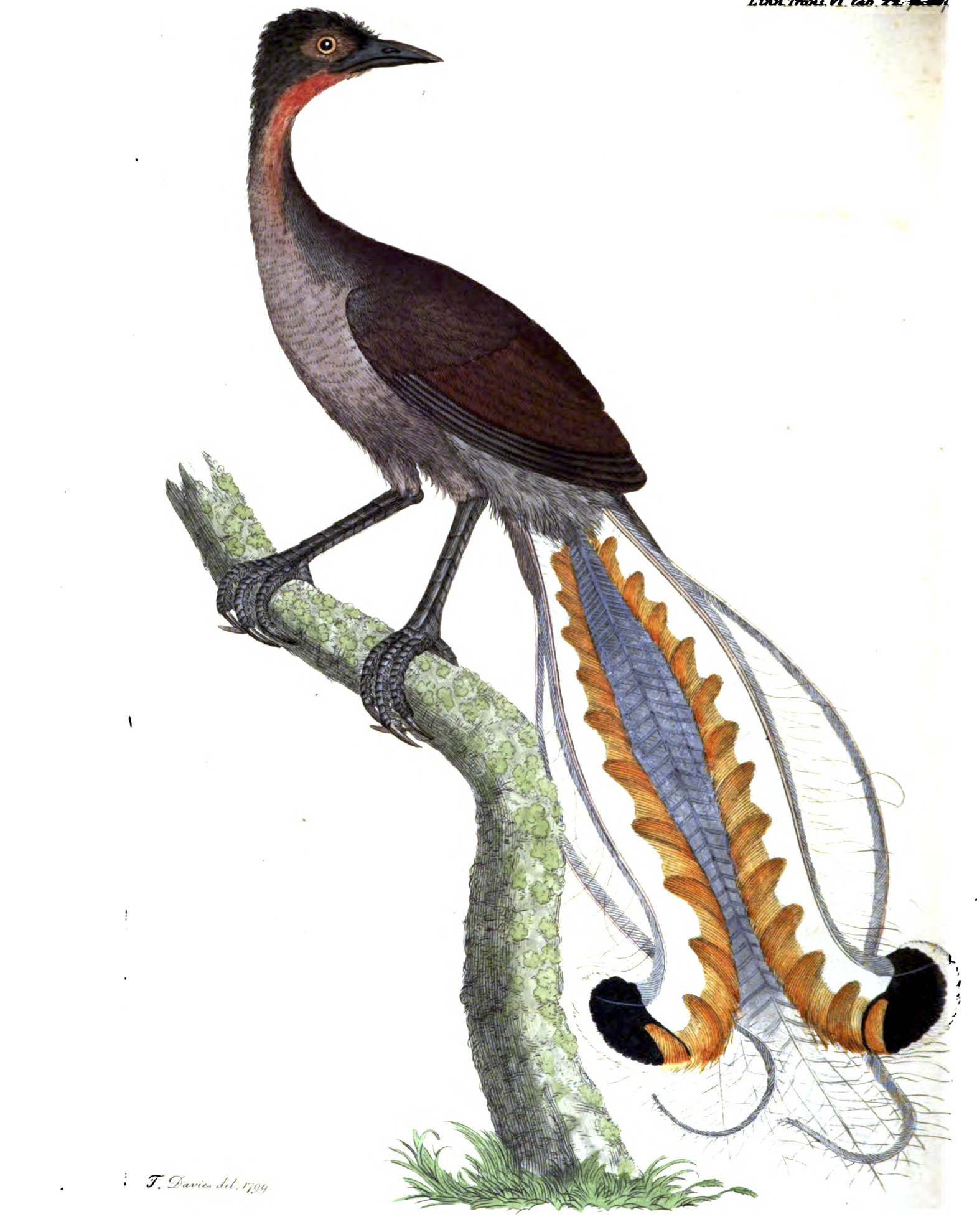
Menura superba – (1800) por Thomas Davies, uma das primeiras ilustrações feitas da ave-lira-soberba.

A classificação das aves-lira foi objeto de muito debate depois que os primeiros espécimes chegaram aos cientistas europeus após 1798. A ave-lira-soberba foi ilustrada pela primeira vez e descrita cientificamente como Menura superba pelo major-general Thomas Davies em 1800 para a Linnean Society of London. Ele baseou seu trabalho em espécimes coletados em Nova Gales do Sul que foram enviados para a Inglaterra. 
Acreditava-se inicialmente que as aves-lira eram galiformes, ordem que inclui perdizes, faisões, jacus e codornizes, ideia refletida nos primeiros nomes populares dados a ave-lira, como faisão-nativo e pavão-carriça. A ideia de que estavam relacionadas com os faisões foi abandonada quando os primeiros filhotes, que são altriciais, foram descritos. Não foram classificadas como passeriformes até que um artigo foi publicado em 1840, doze anos depois de terem sido atribuídas a família Menuridae. Dentro dessa família compõe-se apenas um único gênero, Menura.
É geralmente aceito que a família está mais intimamente relacionada as aves-do-matagal (Atrichornithidae) e algumas autoridades combinam ambos em uma única família.
Aves-lira são animais relativamente antigos: o Museu Australiano tem fósseis que datam cerca de 15 milhões de anos atrás. O pré-histórico Menura tyawanoides foi descrito a partir de fósseis do início do Mioceno encontrados no sítio geológico de Riversleigh.

### Espécies
Existem duas espécies existentes:
| Imagem | Nome científico        | Nome comum       | Descrição                                                                                             | Distribuição                                                       |
| ------ | ---------------------- | ---------------- | --- | ------------------------------------------------------------------ |
|        | Menura novaehollandiae | Ave-lira-soberba | um dos maiores pássaros canoros do mundo, e é conhecido por sua cauda elaborada e excelente mimetismo | sudeste da Austrália, do sul de Vitória ao sudeste de Queenslândia |
|        | Menura alberti         | Ave-lira-pequena | nomeada em homenagem ao Príncipe Alberto, o marido da Rainha Vitória                                  | entre Nova Gales do Sul e Queenslândia                             |

## Descrição

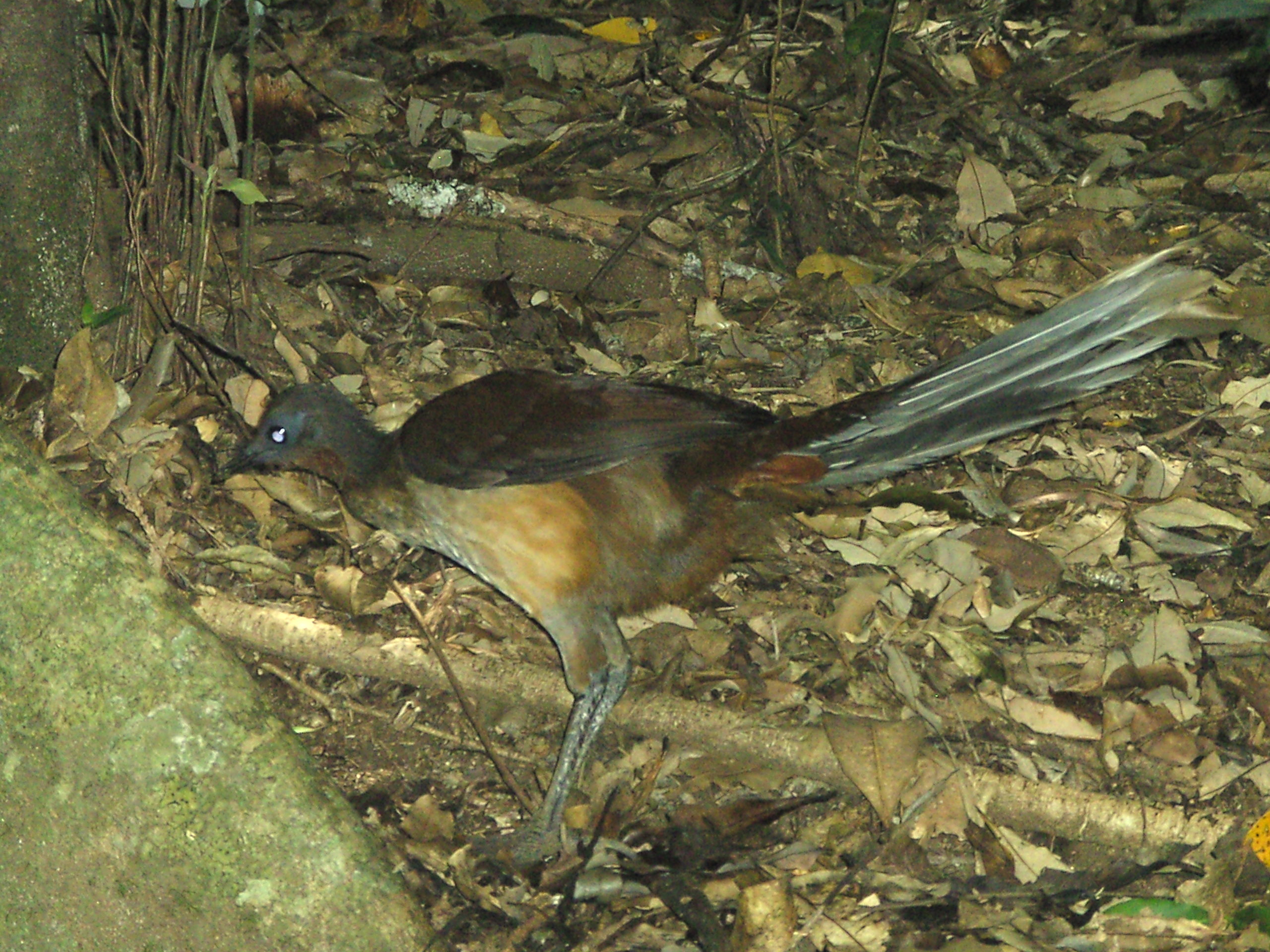
Indivíduo fêmea de ave-lira-pequena.

As aves-lira são grandes passeriformes, estão entre os maiores da ordem. São aves que possuem hábitos terrestres com pernas e tarsos fortes, porém asas curtas e arredondadas. Geralmente voam mal e raramente voam. A ave-lira-soberba é a maior das duas espécies. As fêmeas têm 74 a 84 centímetros de comprimento, e os machos são maiores, 80 a 98 centímetros de comprimento – tornando-os a terceira maior ave passeriforme após o corvo-de-bico-grosso (Corvus crassirostris) e o corvo-comum (Corvus corax). Já a ave-lira-pequena é um pouco menor, com os machos medindo no máximo 90 centímetros e as fêmeas 84 centímetros, além de possuírem penas menos chamativas e mais curtas do que a ave-lira-soberba, mas são bastante semelhantes. A ave-lira-soberba pesa cerca de 0,97 kg, enquanto a ave-lira-pequena é um pouco mais leve, com 0,93 kg.

## Distribuição e habitat
A ave-lira-soberba é encontrada em áreas de floresta tropical em Vitória, Nova Gales do Sul e sudeste de Queenslândia. Também é encontrada na Tasmânia, onde foi introduzida no século XIX. A ave-lira-pequena é muito mais restrita que sua congênere e é encontrada apenas em uma pequena área do sul de Queenslândia. 

## Comportamento e ecologia
São tímidas e difíceis de serem observadas, particularmente a ave-lira-pequena, que pouca informação sobre seu comportamento foi documentada. Quando detectam um potencial perigo, param e examinam os arredores, soam um alarme e fogem da área correndo pelo chão ou procuram cobertura vegetativa densa e congelam. De modo curioso, bombeiros que se abrigaram em minas durante incêndios florestais foram acompanhados por aves-lira tentando fugir do fogo.

### Alimentação
Se alimentam no chão e individualmente. Uma variedade de presas invertebradas é capturada, incluindo insetos como baratas, besouros, larvas, tesourinhas, mariposas, centopéias e minhocas. As presas menos comuns incluem anfípodes, lagartos, sapos e, ocasionalmente, sementes. Encontram comida ciscando os pés na serapilheira.

### Reprodução

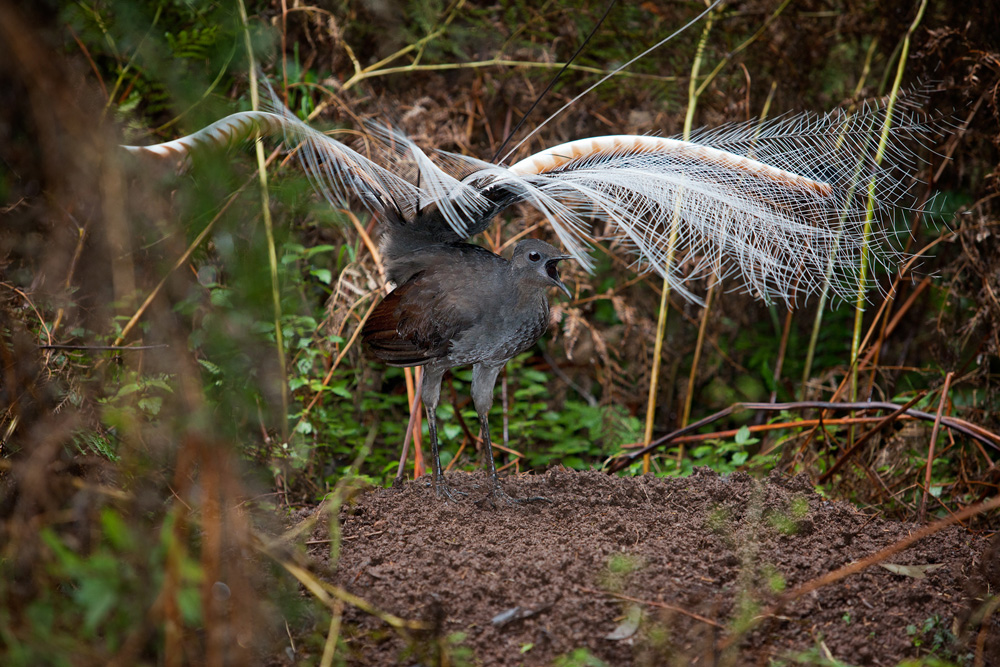
Uma ave-lira-soberba exibindo-se durante o cortejo.

O ciclo reprodutivo é longo, e as aves-lira vivem bastante, capazes de alcançar até trinta anos. Também começam a se reproduzir mais tarde do que outros pássaros. As fêmeas começam a se reproduzir com a idade de cinco ou seis anos, e os machos com a idade de seis a oito. Os machos defendem territórios de outros machos, e esses territórios inteiros podem conter os territórios de reprodução de até oito fêmeas. Dentro dos territórios masculinos, os machos criam ou usam plataformas de exibição; para a ave-lira-soberba, é um monte de terra; para a ave-lira-pequena, é uma pilha de galhos no chão da floresta.
Os machos cantam principalmente durante o inverno, quando constroem e mantêm um monte de terra aberto entre o mato denso, no qual cantam e dançam em uma elaborada exibição de corte realizada para potenciais parceiras. A localização e tamanho do ninho construído pela fêmea dependem das chuvas e da predação durante o período de nidificação. É importante que o ninho seja resistente à água e escondido em áreas isoladas ou de difícil acesso. Uma vez que o ninho é feito, é posto um único ovo. O ovo é incubado durante 50 dias apenas pela fêmea, que também cria o filhote sozinha. 

### Vocalização e mimetismo
A vocalização da ave-lira é um dos aspectos mais distintos de sua biologia comportamental. Vocalizam o ano todo, mas o pico é na época de reprodução, que ocorre de junho a agosto. Durante este pico, os machos podem cantar durante quatro horas de um dia inteiro. O canto da ave-lira é uma mistura de elementos de seu próprio canto e mimetismo de outras espécies. Reproduzem com grande fidelidade os cantos individuais de outras aves, a algazarra de bandos, e até imitam outros animais como gambás, coalas e dingos. Algumas aves-lira foram registradas imitando sons humanos, como apitos, motosserras, motores de automóveis, alarmes, tiros de rifle, obturadores de câmeras, cães latindo, bebês chorando, músicas, toques de celulares e até mesmo a voz humana. No entanto, embora a imitação de ruídos humanos seja amplamente divulgada, a extensão em que isso acontece é exagerada e o fenômeno é incomum. Partes do próprio canto da ave-lira podem se assemelhar a efeitos sonoros feitos pelo homem, o que deu origem ao mito de que elas frequentemente imitam sons de jogos eletrônicos ou filmes.
As vocalizações da ave-lira-soberba são aprendidas no ambiente local, inclusive de outras aves-lira. Um exemplo instrutivo é a população feral de aves-lira na Tasmânia, que retiveram os cantos de espécies não nativas da Tasmânia em seu repertório, com algumas vocalizações de aves endêmicas da ilha adicionadas. As fêmeas de ambas as espécies também são capazes de imitar vocalizações complexas. As fêmeas são silenciosas durante o cortejo; no entanto, produzem regularmente exibições vocais sofisticadas durante o forrageamento e defesa do ninho.
Ambas as espécies produzem vocalizações elaboradas e específicas do grupo, incluindo 'cantos de assobio'. Os machos também fazem cantos especificamente associados com suas exibições de cortejo. 
O pesquisador Sydney Curtis gravou cantos semelhantes a flautas nas proximidades do Parque Nacional da Nova Inglaterra. Da mesma forma, em 1969, o guarda florestal Neville Fenton gravou outro canto que se assemelhava a sons de flauta no mesmo local. Depois de muito trabalho de pesquisa feita por Fenton, descobriu-se que na década de 1930, um flautista que morava em uma fazenda ao lado do parque costumava tocar músicas perto de sua ave-lira de estimação, que acabou adotando as músicas em seu repertório e as manteve após a soltura no parque. Neville Fenton encaminhou uma fita de sua gravação para Norman Robinson. Como a ave-lira é capaz de vocalizar duas músicas ao mesmo tempo, Robinson filtrou uma das músicas e a colocou no fonógrafo para fins de análise. Uma testemunha sugeriu que a música representa uma versão modificada de duas obras populares na década de 1930: "The Keel Row" e "Mosquito's Dance". O musicólogo David Rothenberg endossou esta informação. No entanto, o grupo de pesquisa “flate lyrebird” (incluindo Curtis e Fenton) formado para investigar a veracidade desta história não encontrou evidências de “Mosquito Dance”, e apenas alguns resquícios de “The Keel Row” em gravações contemporâneas e históricas desta área. Tampouco foram capazes de provar que houve alguma ave-lira mantida como animal de estimação, embora reconhecessem evidências convincentes de ambos os lados da discussão.

## Estado de conservação
Até os incêndios florestais australianos de 2019-2020, as aves-lira-soberbas não eram consideradas ameaçadas. Desde então, a preocupação cresceu à medida que as primeiras análises mostraram a extensão da destruição devastadora das florestas úmidas locais, que em incêndios anteriores menos intensos não foram abaladas, em grande parte devido ao seu alto teor de umidade. A ave-lira-pequena tem um habitat muito restrito e foi listada inicialmente como vulnerável pela IUCN, mas como a espécie e seu habitat foram cuidadosamente manejados, a espécie foi reavaliada para quase ameaçada em 2009. A ave-lira-soberba já foi seriamente prejudicada pelo desmatamento no passado. Sua população já havia se recuperado, mas os incêndios florestais recentes danificaram grande parte de seu habitat, o que pode levar a uma reclassificação de seu status de pouco preocupante para quase ameaçado. Além dessa nova ameaça estão as vulnerabilidades de longo prazo à predação por gatos e raposas, bem como a expansão urbana.